# Verkiezingen voor het Europees Parlement 2009 in België
Op zondag 7 juni 2009 vonden er Europese Parlementsverkiezingen in België plaats.
Er worden nu 22 leden gekozen, als gevolg van het verdrag van Nice daalde het aantal verkozen leden immers van 24 in 2004 naar 22: 13 Nederlandstalige leden, 8 Franstalige leden en 1 Duitstalig lid.
In België is er kiesplicht. Dat wil zeggen dat iedereen vanaf 18 verplicht is om te gaan stemmen. In de praktijk wil dit zeggen dat iedereen zich dient te melden in het aangewezen kiesbureau, er is dus opkomstplicht. Nadien is de kiezer verplicht zich in het stemhokje te begeven en hier zijn stem uit te brengen. De kiezer kan desnoods blanco of ongeldig stemmen.
De Europese verkiezingen vallen in België samen met de verkiezingen voor de parlementen van de deelstaten (zie verkiezingen in België 2009).

## Media
De VRT lanceerde op zijn nieuwswebsite, deredactie.be, een stemtest, waarbij 36 stellingen moesten worden beantwoord met akkoord, niet akkoord of geen mening. Daarna moesten 3 thema's werden aangeduid, waarna de persoon zijn persoonlijk profiel kreeg met een vergelijking tussen de verschillende partijen.
Vanaf maandag 18 mei vonden de uitzendingen van Terzake 09 plaats, gepresenteerd door Kathleen Cools en Lieven Verstraete. Terzake 09, dat volgde op de gewone Terzake, werd uitgezonden vanaf de daktuin van het Vlaams Parlement en behandelde in iedere uitzending een ander thema, waarbij 3 kritieke stellingen werden voorgelegd aan verschillende politici. Politicoloog Carl Devos vatte op het einde van de uitzending de meningen samen.
Op zondag 31 mei, een week voor de verkiezingen, pakte VRT Nieuws uit met Het Groot Debat op Eén. Acht politieke partijen, vertegenwoordigd door hun kopstuk, namen het in het Vlaams Parlement tegen elkaar op. In zes duels, gemodereerd door Goedele Devroy en Ivan De Vadder, gingen telkens twee politici met elkaar in debat over uiteenlopende thema's.
Van 1 tot 6 juni brachten Siegfried Bracke en Rik Torfs een politieke talkshow, De Stemming 09.

## Uitslag
| Uitslagen in België | Uitslagen in België                 | Uitslagen in België | Uitslagen in België | 2009   | 2009    | 2009  | 2004   | 2004  | verschil |
| Partij              | Partij                              | lijst               | Europese fractie    | Zetels | stemmen | %     | Zetels | %     | Zetels   |
| ------------------- | ----------------------------------- | ------------------- | ------------------- | ------ | ------- | ----- | ------ | ----- | -------- |
| Nederlandstalig     |                                     |                     |                     |        |         |       |        |       |          |
|                     | CD&V                                | lijst               | EVP                 | 3      | 948.123 | 23,3  | 4      | 28,15 | =        |
|                     | N-VA                                | lijst               | Groenen/VEA         | 1      | 402.545 | 9,9   | 4      | 28,15 | =        |
|                     | Open Vld                            | lijst               | ELDR                | 3      | 873.884 | 20,6  | 3      | 21,91 | =        |
|                     | Vlaams Belang                       | lijst               | geen fractie        | 2      | 647.170 | 15,9  | 3      | 23,16 | -1       |
|                     | sp.a                                | lijst               | PES                 | 2      | 539.393 | 13,2  | 3      | 17,83 | -1       |
|                     | Groen!                              | lijst               | Groenen/VEA         | 1      | 322.149 | 7,9   | 1      | 7,99  | =        |
|                     | Lijst Dedecker                      | lijst               | ECR                 | 1      | 296.699 | 7,3   |        |       | +1       |
| Franstalig          |                                     |                     |                     |        |         |       |        |       |          |
|                     | Parti Socialiste                    | lijst               | PES                 | 3      | 714.947 | 29,1  | 4      | 36,09 | -1       |
|                     | Mouvement Réformateur               | lijst               | ELDR                | 2      | 640.092 | 26,1  | 3      | 27,58 | -1       |
|                     | Ecolo                               | lijst               | Groenen/VEA         | 2      | 562.081 | 22,9  | 1      | 9,84  | +1       |
|                     | Centre démocrate humaniste          | lijst               | EVP                 | 1      | 327.824 | 13,3  | 1      | 15,15 | =        |
|                     | FN                                  | lijst               | geen fractie        | 0      | 87.706  | 3,57  | 0      | 7,4   | =        |
| Duitstalig          |                                     |                     |                     |        |         |       |        |       |          |
|                     | Christlich Soziale Partei           | lijst               | EVP                 | 1      | 12.475  | 32,3  | 1      | 42,49 | =        |
|                     | Partei für Freiheit und Fortschritt | lijst               | ELDR                | 0      | 7.878   | 20,37 | 0      | 22,79 | =        |
|                     | Ecolo                               | lijst               | Groenen/VEA         | 0      | 6.025   | 15,58 | 0      | 10,49 | =        |
|                     | Sozialistische Partei               | lijst               | PES                 | 0      | 5.658   | 14,63 | 0      | 14,94 | =        |

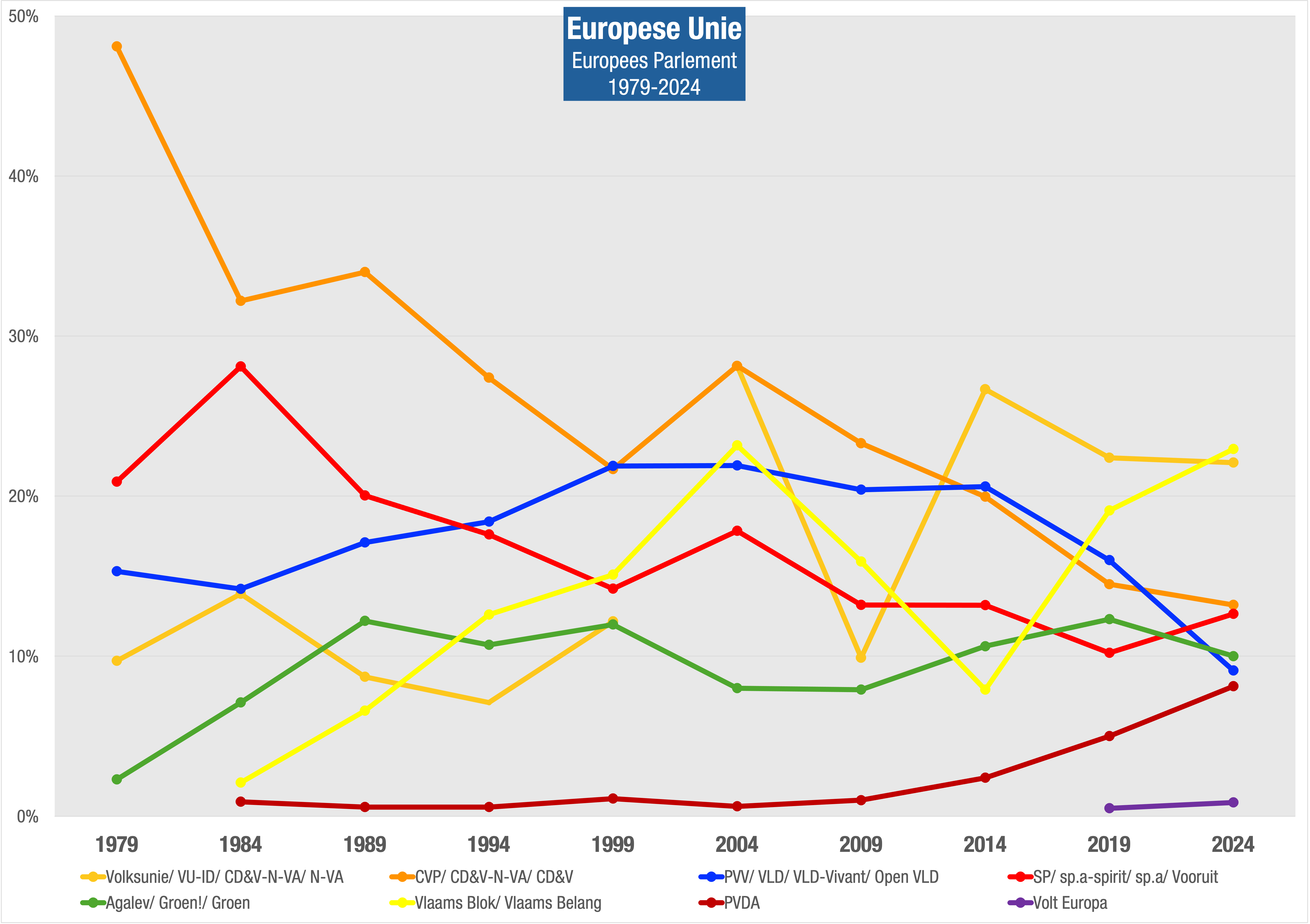
Grafiek van de Vlaamse partijen en hun behaalde resultaten voor het Europees Parlement van 1979 tot en met 2024, uitgedrukt in procenten.

- Opmerking: door het verdrag van Nice heeft België 2 zetels minder in het Europees Parlement.